# 易安迪567系列柴油机
易安迪567系列柴油机（EMD 567）是美国易安迪公司（前身为通用汽车电气动力分部）设计制造的一个二冲程中速柴油机产品系列，该系列柴油机均采用8.5英寸（216毫米）缸径和10英寸（254毫米）冲程，气缸排列形式为45°夹角的V形排列，提供6气缸、8气缸、12气缸、16气缸等不同等级的型号，输出功率范围涵盖600马力至2,500马力。567系列柴油机从1938年开始投入生产，被广泛应用于易安迪公司制造的各种柴油机车，至1966年因新一代的645系列柴油机研制成功而停产。该系列柴油机除了用于铁路牵引动力外，也可以用于船舶动力和固定发电装置。

## 发展历史

### 开发背景
567系列柴油机与易安迪公司的早期历史有着密切关系。1922年，易安迪公司的前身电气动力公司（EMC）在俄亥俄州克利夫兰创立，开始设计制造汽油轨道车辆的业务。1923年，电气动力公司生产了第一辆汽油客车并交付芝加哥大西方铁路，这辆汽油客车装用一台温顿发动机公司（Winton Engine Company）生产的106型四冲程汽油发动机，当转速为每分钟1050转时的额定功率为175马力。此后，电气动力公司又陆续生产了更多的汽油客车，同时汽油发动机的功率亦不断提高。
然而在1930年，电气动力公司决定放弃继续发展汽油客车，其中一个原因是当时汽油价格不断上涨，大大减少了铁路公司购置汽油客车的意欲。除此之外，通用汽车公司于1930年6月收购了温顿发动机公司，完成收购后通用汽车公司发现电气动力公司是温顿发动机公司最大客户，因此于同年6月又再收购了电气动力公司。通用汽车公司完成对这两家公司的收购后，随即成立了温顿实验工程部（Winton Experimental Engineering Department）和通用汽车研究实验室（General Motors Research Laboratories），并且在通用汽车高级工程师查尔斯·凯特灵的领导下，拟定计划研制新一代的柴油机作为铁路牵引动力，计划包括四冲程及二冲程柴油机。

### 201系列
首先研制成功的是一台400马力的四冲程八缸直立式柴油机，气缸直径为8英寸（203.2毫米），活塞行程为10英寸（254毫米）；接着又试制成一台600马力的二冲程八缸直立式柴油机，气缸直径和活塞行程与四冲程型号相同，它采用锻钢曲轴箱和圆头气缸盖，通过气缸套气阀进气和气缸盖气阀排气。因考虑到在相同转速的情况下，二冲程柴油机的做功行程比四冲程多一倍，同排量的二冲程柴油机只需一半的汽缸压力，就可以产生与四冲程柴油机一样的输出功率，这有利于降低柴油机热负荷和机体尺寸重量，因此通用汽车公司决定将研制重点放在二冲程柴油机上。与此同时，美国海军也对通用汽车正在研制的二冲程柴油机感到兴趣，并要求通用汽车公司在八缸直立式柴油机的基础上，研制功率更大的12缸V型柴油机。
1933年，这种600马力的二冲程八缸直立式柴油机被定型为8-201型柴油机，并在同年举办的芝加哥世界博览会中进行示范运转，在展馆内为雪佛兰汽车的示范生产线供应电力。同时，通用汽车公司还试制了12缸V型排列的12-201A型柴油机，交付美国海军及用于潜艇推进动力的试验。1934年，在通用汽车公司和电气动力公司的努力下，成功研制了经过改良的8-201A型柴油机，并且被率先装用于伯灵顿铁路的先鋒者微風號列車；而16缸V型排列的16-201A型柴油机首先被美国海军的鼠海豚级潜艇，后来亦开始应用到岩島鐵路的TA型柴油机车。随后，201系列柴油机开始被广泛应用到电气动力公司在1930年代生产的各种柴油机车和柴聯車。随着越来越多的201A型柴油机投入使用，其设计上的缺点也不断暴露出来，除了可靠性和使用寿命未能令人满意，直立式柴油机在机车内部也不便于布置。

### 567系列
根据201A型柴油机的经验教训，通用汽车公司和电气动力公司重新设计了新的V型二冲程柴油机，为了更好地利用空间和满足功率提升的需要，将气缸直径加大到8.5英寸（216毫米），而活塞行程则维持为10英寸（254毫米），气缸采用45°夹角的V形排列形式，额定转速从每分钟750转略为提高至每分钟800转， 气缸排量为567立方英寸（9291立方厘米），567系列柴油机因而得名。此外，567系列柴油机的活塞、曲轴、连杆、主轴承座等部件也被强化以延长使用寿命。567系列柴油机还采用了“動力總成”（Power assembly）的设计概念，不论是6缸、8缸、12缸、16缸机型，主要组件包括气缸盖、气缸套、活塞與活塞环、活塞支架、連桿都能獨立更換而不需要將整組引擎完全分解，大大简化了拆装过程和检修时间。
在567系列柴油机正式投入生产之前，通用汽车研究部先后试制了两台双缸试验机，用来模拟多缸机型的工作情况和验证各项零部件的设计。1938年，第一代的567系列柴油机在电气动力公司拉格兰奇工厂投入生产，根据柴油机气缸盖罩的生产工艺，还可以细分为567U型（铸钢顶盖）和567V型（锻钢顶盖）；柴油机额定转速为每分钟800转，平均有效压力为每平方英寸80磅（每平方厘米5.6公斤），单位燃料消耗量为0.42磅/有效马力·小时（190克/有效马力·小时），并采用罗茨式鼓风机作为机械增压装置。其中，1350马力的16缸机型被首先用于FT型货运柴油机车，而1000马力的12缸机型则被首先用于E3型客运柴油机车。
虽然567系列柴油机最初是为柴油机车而设计的，但第二次世界大战爆发后为了满足船用柴油机的需求，易安迪公司生产的柴油机亦被大量装用于美国海军的军用运输船只，有超过2400台567系列柴油机被应用于著名的（LST）。

### 持续改进

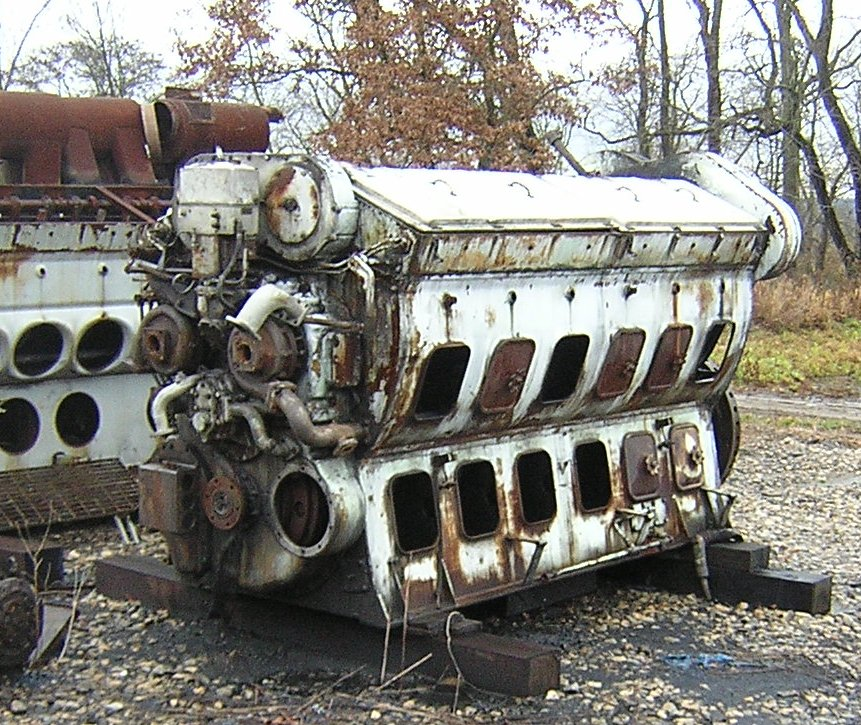
一台已报废的12-567B型柴油机

1946年，易安迪公司根据567、567A型柴油机的使用经验，发展了经过进一步强化的567B型柴油机。该型柴油机改进了辅助传动齿轮及气缸盖支座，额定转速仍为每分钟800转，但平均有效压力提高到每平方英寸92磅（每平方厘米6.47公斤），燃料消耗量下降至0.382磅/有效马力·小时（173克/有效马力·小时），1500马力的16缸机型被首先用于F2型货运柴油机车，而1125马力的12缸机型则被首先用于E8型客运柴油机车。
1954年，易安迪公司又发展出567C型柴油机，该型柴油机采用带有圆形手孔盖的新型高强度曲轴箱，并改良了柴油机冷却水管路的设计，额定转速从每分钟800转提升至835转。16缸机型的功率进一步提升至1750马力，被大量装用于取得极大成功的SD9、GP9型柴油机车；12缸机型的功率亦提升至1200马力，主要使用于作为易安迪E系列最后一款的E9型柴油机车。部分以前生产的567A、567B型柴油机后来亦改用567C型柴油机的零部件，经过改造后的柴油机分别改称为567AC、567BC型柴油机。

### 涡轮增压
涡轮增压器是利用发动机排出的廢氣能量，经过渦輪变为转子的回转机械能，从而带动压气机高速旋转，将新鲜空气压缩进气缸，从而提高发动机的功率和效率。1950年代，废气涡轮增压技术在四冲程柴油机上的成功应用和普及，使四冲程柴油机的功率和燃油经济性都得到了大幅度的提高。但是二冲程柴油机采用废气涡轮增压却遇到了困难，这是因为二冲程柴油机在起动及低负荷时的废气能量很低，不足以推动增压器当中的压气机。对于易安迪公司来说，如果无法在567系列柴油机应用废气涡轮增压，这种二冲程柴油机势必难以与其他公司的四冲程柴油机竞争；此时易安迪公司已经形成庞大的二冲程柴油机生产能力，如果要重新发展四冲程柴油机则意味着放弃现有的生产线，所造成的损失是易安迪公司难以承受的。
结果，易安迪公司设计了一种机械驱动装置来解决这个难题。当排气能量和发动机负荷处于较低水平时，曲轴通过一套由超速离合器驱动的刚性齿轮来驱动压气机；当柴油机负荷加大时废气能量也相应增加，一旦废气能量超过齿轮传递的能量，超速离合器自动脱离，涡轮增压器直接由废气驱动。第一款采用废气涡轮增压的567D3型柴油机于1958年投入生产，16缸机型的功率大幅提升至2250马力，首先被装用于SD24、GP30型柴油机车。至1963年，又发展出2500马力的16-567D3A型柴油机，使易安迪公司终于拥有可以与通用电气公司FDL16型柴油机相比的柴油机产品，这也是567系列柴油机之中功率最大的型号，GP35、SD35型柴油机车均采用该型柴油机。

### 后续发展
当567系列柴油机发展到应用涡轮增压器这个阶段，在不改变基本结构的条件下再要大幅度提高功率就很困难了。因此易安迪公司在567系列柴油机的基础上，将气缸直径加大到9-1/16英寸（230.2毫米），活塞行程仍为10英寸（254毫米），单缸排量增加到645立方英寸（10570立方厘米），这种新型柴油机因而被称为645系列。645系列柴柴油机于1966年正式投产后，567系列柴油机亦同时停产。

## 机型列表
| 机型   | 额定转速 （RPM） | 增压装置   | 生产时期              | 压缩比  | 功率                | 功率                | 功率                                                              | 功率                                                                    | 备注                                                                          |
| 机型   | 额定转速 （RPM） | 增压装置   | 生产时期              | 压缩比  | 6缸                 | 8缸                 | 12缸                                                              | 16缸                                                                    | 备注                                                                          |
| ------ | ---------------- | ---------- | --------------------- | ------- | ------------------- | ------------------- | ----------------------------------------------------------------- | ----------------------------------------------------------------------- | ----------------------------------------------------------------------------- |
| 567    | 800              | 罗茨鼓风机 | 1938年9月—1943年3月   | 16：1   | 600马力 （447千瓦） |                     | 1,000马力 （746千瓦）                                             | 1,350马力 （1,007千瓦）                                                 | 包括567U型（铸钢顶盖）和567V型（锻钢顶盖），均具有方形手孔盖。                |
| 567A   | 800              | 罗茨鼓风机 | 1943年5月—1953年9月   | 16：1   | 600马力 （447千瓦） |                     | 1,000马力 （746千瓦） 1,200马力 （895千瓦）                       | 1,350马力 （1,007千瓦）                                                 | 方形手孔盖                                                                    |
| 567B   | 800              | 罗茨鼓风机 | 1945年7月—1954年3月   | 16：1   | 600马力 （447千瓦） | 800马力 （597千瓦） | 1,000马力 （746千瓦） 1,125马力 （839千瓦） 1,200马力 （895千瓦） | 1,350马力 （1,007千瓦） 1,500马力 （1,119千瓦） 1,600马力 （1,193千瓦） | 方形手孔盖                                                                    |
| 567C   | 800 835          | 罗茨鼓风机 | 1953年3月—1966年2月   | 16：1   | 600马力 （447千瓦） | 900马力 （671千瓦） | 1,125马力 （839千瓦） 1,200马力 （895千瓦）                       | 1,500马力 （1,119千瓦） 1,750马力 （1,305千瓦）                         | 带有圆形手孔盖的曲轴箱，并改良了柴油机冷却水管路。                            |
| 567AC  | 800              | 罗茨鼓风机 | 1953年8月—1961年6月   | 16：1   | 600马力 （447千瓦） |                     | 1,000马力 （746千瓦）                                             |                                                                         | 在567A型机体上改装567C型柴油机的气缸零部件。                                  |
| 567BC  | 800              | 罗茨鼓风机 | 1953年9月—1963年10月  | 16：1   |                     |                     | 1,125马力 （839千瓦） 1,200马力 （895千瓦）                       | 1,500马力 （1,119千瓦）                                                 | 在567B型机体上改装567C型柴油机的气缸零部件。                                  |
| 567CR  | 835              | 罗茨鼓风机 | 1956年10月—1965年11月 | 16：1   |                     | 900马力 （671千瓦） |                                                                   |                                                                         | 逆向旋转                                                                      |
| 567D1  | 835              | 罗茨鼓风机 | 1959年12月—1965年11月 | 20：1   |                     |                     | 1,325马力 （988千瓦）                                             | 1,800马力 （1,342千瓦）                                                 |                                                                               |
| 567D2  | 835              | 涡轮增压器 | 1959年11月—1962年4月  | 14.5：1 |                     |                     |                                                                   | 2,000马力 （1,491千瓦）                                                 | 部分柴油机取消涡轮增压器并改用645型柴油机的气缸零部件，额定功率仍为2000马力。 |
| 567D3  | 835              | 涡轮增压器 | 1958年7月—1963年11月  | 14.5：1 |                     |                     |                                                                   | 2,250马力 （1,678千瓦） 2,400马力 （1,790千瓦）                         | 部分柴油机取消涡轮增压器并改用645型柴油机的气缸零部件，额定功率仍为2000马力。 |
| 567D3A | 900              | 涡轮增压器 | 1963年7月—1966年1月   | 14.5：1 |                     |                     |                                                                   | 2,500马力 （1,864千瓦）                                                 | 部分柴油机取消涡轮增压器并改用645型柴油机的气缸零部件，额定功率仍为2000马力。 |
| 567E   | 835              | 罗茨鼓风机 | 1966年2月—1966年4月   | 16：1   |                     |                     | 1,200马力 （895千瓦）                                             | 2,000马力 （1,491千瓦）                                                 | 在645E型机体上改装567C型柴油机的气缸零部件。                                  |